# Греко-римская борьба на летних Олимпийских играх 1912 — свыше 82,5 кг
Соревнования по греко-римской борьбе в рамках Олимпийских игр 1912 года в тяжёлом весе (свыше 82,5 килограммов) прошли в Стокгольме с 6 по 15 июля 1924 года на Олимпийском стадионе. 
Турнир проводился по системе с выбыванием после двух поражений. Тот круг, в котором число оставшихся борцов становилось меньше или равно количеству призовых мест, объявлялся финальным, и борцы, вышедшие в финал, проводили встречи между собой. 
Схватка по регламенту турнира продолжалась 30 минут, по окончании 30-минутного раунда судьи могли назначить ещё 30-минутный раунд и так далее, без ограничения количества дополнительных раундов.
Фаворитом состязаний были два борца: 33-летний ветеран Сёрен Йенсен, обладатель восьми медалей Олимпийских игр, чемпионатов мира и Европы, в том числе, чемпион неофициальных олимпийских игр 1906 года и 29-летний Юрьё Саарела, чемпион мира 1911 года. Они и вышли в финальную часть соревнований, вместе с ещё одним финном Йоханом Олином. Олин попал в финал благодаря Юрьё Саарела, который в пятом круге отказался от продолжения встречи с Олином. Прогнозируемый результат этой встречи сомнений не вызывал, но если бы Олин проигрывал, то он не попадал в финал, а победа Олина выводила в финал и Олина, и Саарелу. Разница в классе подтвердилось в финальной встрече Саарела и Олина (второй на турнире). Но до этой встречи Саарела в более чем трёхчасовой финальной встрече, проходившей под палящим солнцем, заставил сдаться Йенсена, который после неё не смог явиться на вторую финальную встречу.

## Призовые места
- Юрьё Саарела
- Йохан Олин
- Сёрен Йенсен

## Первый круг
| Поражений | Участник 1        | Результат        | Участник 2        | Поражений |
| --------- | ----------------- | ---------------- | ----------------- | --------- |
| 0         | Юрьё Саарела      | Туше (32:37)     | Давид Карлссон    | 1         |
| 0         | Калье Вильямаа    | Туше (78:53)     | Жан Хауптманнс    | 1         |
| 0         | Йохан Олин        | Туше (30:00)     | Рауль Паоли       | 1         |
| 0         | Густаф Линдстранд | Туше (14:01)     | Лаурент Герштманс | 1         |
| 0         | Баренд Бонневельд | По очкам (90:00) | Эмиль Бакениус    | 1         |
| 0         | Якоб Незер        | По очкам (60:00) | Николай Фарнест   | 1         |
| 0         | Сёрен Йенсен      | Туше (46:30)     | Эдвард Барретт    | 1         |
| 0         | Адольф Линдфорс   | Туше (8:50)      | Алрик Сандберг    | 1         |
| 0         | Ууно Пеландер     | Пропускал        |                   |           |

## Второй круг
| Поражений | Участник 1     | Результат        | Участник 2        | Поражений |
| --------- | -------------- | ---------------- | ----------------- | --------- |
| 0         | Ууно Пеландер  | По очкам (60:00) | Давид Карлссон    | 2         |
| 0         | Юрьё Саарела   | Неявка           | Жан Хауптманнс    | 2         |
| 0         | Калье Вильямаа | Неявка           | Рауль Паоли       | 2         |
| 0         | Йохан Олин     | Туше (44:45)     | Густаф Линдстранд | 1         |
| 1         | Эмиль Бакениус | Туше (20:00)     | Лаурент Герштманс | 2         |
| 0         | Якоб Незер     | Туше (25:00)     | Баренд Бонневельд | 1         |
| 1         | Эдвард Барретт | Неявка           | Николай Фарнест   | 2         |
| 0         | Сёрен Йенсен   | По очкам (60:00) | Адольф Линдфорс   | 1         |
| 0         | Ууно Пеландер  | По очкам (60:00) | Алрик Сандберг    | 2         |

## Третий круг
| Поражений | Участник 1        | Результат                     | Участник 2        | Поражений |
| --------- | ----------------- | ----------------------------- | ----------------- | --------- |
| 0         | Юрьё Саарела      | Туше (6:12)                   | Густаф Линдстранд | 2         |
| 2         | Баренд Бонневельд | Дисквалификация обоих (60:00) | Калье Вильямаа    | 1         |
| 0         | Йохан Олин        | Туше (32:00)                  | Якоб Незер        | 1         |
| 1         | Эмиль Бакениус    | Неявка                        | Эдвард Барретт    | 2         |
| 0         | Сёрен Йенсен      | По очкам (60:00)              | Ууно Пеландер     | 1         |
| 1         | Адольф Линдфорс   | Пропускал                     |                   |           |

## Четвёртый круг
| Поражений | Участник 1     | Результат                   | Участник 2      | Поражений |
| --------- | -------------- | --------------------------- | --------------- | --------- |
| 1         | Якоб Незер     | Отказ от продолжения (2:00) | Адольф Линдфорс | 2         |
| 0         | Юрьё Саарела   | Туше (3:36)                 | Сёрен Йенсен    | 1         |
| 1         | Калье Вильямаа | Туше (0:27)                 | Йохан Олин      | 1         |
| 1         | Эмиль Бакениус | Неявка                      | Ууно Пеландер   | 2         |

## Пятый круг
| Поражений | Участник 1   | Результат                   | Участник 2     | Поражений |
| --------- | ------------ | --------------------------- | -------------- | --------- |
| 1         | Йохан Олин   | Отказ от продолжения (6:00) | Юрьё Саарела   | 1         |
| 1         | Якоб Незер   | По очкам (60:00)            | Калье Вильямаа | 2         |
| 1         | Сёрен Йенсен | По очкам (90:00)            | Эмиль Бакениус | 2         |

## Шестой круг
| Поражений | Участник 1   | Результат   | Участник 2 | Поражений |
| --------- | ------------ | ----------- | ---------- | --------- |
| 1         | Юрьё Саарела | Туше (6:00) | Якоб Незер | 2         |
| 1         | Йохан Олин   | Пропускал   |            |           |
| 1         | Сёрен Йенсен | Пропускал   |            |           |

## Финал первый круг
| Поражений | Участник 1   | Результат     | Участник 2   | Поражений |
| --------- | ------------ | ------------- | ------------ | --------- |
|           | Юрьё Саарела | Туше (196:00) | Сёрен Йенсен |           |
|           | Йохан Олин   | Пропускал     |              |           |

## Финал второй круг
| Поражений | Участник 1   | Результат | Участник 2   | Поражений |
| --------- | ------------ | --------- | ------------ | --------- |
|           | Йохан Олин   | Неявка    | Сёрен Йенсен |           |
|           | Юрьё Саарела | Пропускал |              |           |

## Финал третий круг
| Поражений | Участник 1   | Результат   | Участник 2 | Поражений |
| --------- | ------------ | ----------- | ---------- | --------- |
|           | Юрьё Саарела | Туше (9:00) | Йохан Олин |           |